# Litwa na Letnich Igrzyskach Olimpijskich 1924
Litwę na Letnich Igrzyskach Olimpijskich 1924 reprezentowało 13 zawodników. Był to pierwszy start litewskich sportowców na letnich igrzyskach olimpijskich.

## Skład reprezentacji

### Kolarstwo
| Zawodnik            | Konkurencja                                       | Finał        | Finał        |
| Zawodnik            | Konkurencja                                       | Czas         | Poz.         |
| ------------------- | ------------------------------------------------- | ------------ | ------------ |
| Isakas Anolikas     | Kolarstwo szosowe, wyścig na czas - indywidualnie | Nie ukończył | Nie ukończył |
| Juozas Vilpišauskas | Kolarstwo szosowe, wyścig na czas - indywidualnie | Nie ukończył | Nie ukończył |

### Piłka nożna
Reprezentacja Litwy w piłce nożnej podczas Igrzysk w Paryżu wystąpiła w składzie: Valerijonas Balčiūnas, Vincas Bartuška, Stepas Garbačiauskas, Hansas Gecas, Jurgis Hardingsonas, Stasys Janušauskas, Leonas Juozapaitis, Edvardas Mikučiauskas, Stasys Razma, Stasys Sabaliauskas i Juozas Žebrauskas. Litewscy piłkarze zakończyli udział w igrzyskach na pierwszej rundzie, gdzie przegrali 0 - 9 z reprezentacją Szwajcarii. 
| 25 maja 1924 17.30 CET | Szwajcaria · Sturzenegger 2' 43' 68' 85' · Dietrich 14' · Abegglen 41' 50' 58' · Ramseyer 63' | 9 - 04-0 | Litwa | Stade Pershing, Paryż · Widzów: 8,110 · Sędzia: Antonio Scamoni ( Włochy) |
|                        |                                                                                               |          |       |                                                                           |